# Liste des sites mégalithiques en Andalousie
Cette liste non exhaustive recense les principaux sites mégalithiques d'Andalousie, en Espagne.

## Cartographie
Localisation des principaux sites mégalithiques d'Andalousie
| : Complexes mégalithiques · : Alignements, henges, cromlechs · : Dolmens, menhirs, tumulus, cairns · |

## Liste
| Site                                    | Type                  | Commune                    | Notes                       | Coordonnées | Image |
| --------------------------------------- | --------------------- | -------------------------- | --------------------------- | --- | ----- |
| Dolmens de Cerro de Tomillo             | Dolmen                | Alcalá del Valle           | 2 dolmens                   | 36° 56′ 47″ N, 5° 07′ 59″ O |       |
| Dolmen de Encinas Borrachas             | Dolmen                | Alpandeire                 |                             | 36° 40′ 50″ N, 5° 12′ 30″ O |       |
| Dolmen d'El Romeral                     | Dolmen                | Antequera                  | Dolmens d'Antequera         | 37° 02′ 04″ N, 4° 32′ 06″ O |       |
| Dolmen de Menga                         | Dolmen                | Antequera                  | Dolmens d'Antequera         | 37° 01′ 27″ N, 4° 32′ 54″ O |       |
| Dolmen de Viera                         | Dolmen                | Antequera                  | Dolmens d'Antequera         | 37° 01′ 24″ N, 4° 32′ 56″ O |       |
| Dolmen d'El Labradillo (de)             | Dolmen                | Beas                       |                             | 37° 27′ 58″ N, 6° 46′ 27″ O |       |
| Dolmen de Casas de Don Pedro (es)       | Dolmen                | Belmez                     |                             | 38° 14′ 57″ N, 5° 11′ 58″ O |       |
| Site mégalithique d'El Celemín          | Dolmens               | Benalup-Casas Viejas       |                             | 36° 18′ 47″ N, 5° 44′ 20″ O |       |
| Dolmen de Casullo                       | Dolmen                | Berrocal                   |                             | 37° 35′ 37″ N, 6° 30′ 54″ O |       |
| Dolmen de Mascotejo                     | Dolmen                | Berrocal                   |                             | 37° 34′ 24″ N, 6° 33′ 19″ O |       |
| Dolmen del Puerto de los Huertos        | Dolmen                | Berrocal                   |                             | 37° 36′ 46″ N, 6° 32′ 12″ O |       |
| Dolmen de Montelirio (de)               | Dolmen                | Castilleja de Guzmán       |                             | 37° 24′ 35″ N, 6° 03′ 32″ O |       |
| Nécropole mégalithique de Panoría (es)  | Dolmen                | Darro                      |                             | 37° 21′ 57″ N, 3° 17′ 50″ O |       |
| Dolmen del Gigante (es)                 | Dolmen                | El Gastor                  |                             | 36° 50′ 39″ N, 5° 19′ 24″ O |       |
| Parc mégalithique de Gorafe             | Site mégalithique     | Gorafe                     | Site regroupant 242 dolmens | 37° 28′ 39″ N, 3° 02′ 48″ O |       |
| Dolmen de Patagalana                    | Dolmen                | Grazalema                  |                             | 36° 43′ 34″ N, 5° 19′ 36″ O |       |
| Dolmen du Collado de los Bastianes (de) | Dolmen                | Jaén                       |                             | 37° 41′ 39″ N, 3° 45′ 47″ O |       |
| Dolmen de La Dehesa de la Lastra (de)   | Dolmen                | Luque                      |                             | 37° 30′ 23″ N, 4° 15′ 01″ O |       |
| Dolmen La Cueva del Vaquero (de)        | Dolmen                | Mairena del Alcor          |                             | 37° 20′ 41″ N, 5° 46′ 20″ O |       |
| Peñas de los Gitanos (es)               | Site mégalithique     | Montefrío                  | Nombreux dolmens            | 37° 20′ 16″ N, 3° 57′ 37″ O |       |
| Dolmen de la Giganta (es)               | Dolmen                | Ronda                      |                             | 36° 47′ 02″ N, 5° 16′ 17″ O |       |
| Cromlech La Pasada del Abad (es)        | Enceinte mégalithique | Rosal de la Frontera       |                             | 37° 58′ 39″ N, 7° 08′ 36″ O |       |
| Dolmen de La Zarcita (es)               | Dolmen                | Santa Bárbara de Casa      |                             | |       |
| Dolmen de Soto                          | Dolmen                | Trigueros                  |                             | 37° 21′ 08″ N, 6° 45′ 06″ O |       |
| Dolmen del Juncal                       | Dolmen                | Ubrique                    |                             | dalles démontées et stockées 36° 39′ 47″ N, 5° 29′ 05″ O |       |
| Dolmen de la Pastora                    | Dolmen                | Valencina de la Concepción |                             | 37° 24′ 47″ N, 6° 03′ 52″ O |       |
| Dolmen de Matarrubilla (de)             | Dolmen                | Valencina de la Concepción |                             | 37° 24′ 20″ N, 6° 04′ 11″ O |       |
| Dolmens de Los Gabrieles                | Dolmen                | Valverde del Camino        | 5 dolmens                   | 37° 33′ 26″ N, 6° 43′ 08″ O 37° 33′ 35″ N, 6° 43′ 03″ O 37° 33′ 33″ N, 6° 42′ 42″ O 37° 33′ 32″ N, 6° 42′ 41″ O 37° 33′ 34″ N, 6° 42′ 34″ O                                                         |       |
| Dolmen d'Alberite (es)                  | Dolmen                | Villamartín                |                             | 36° 48′ 57″ N, 5° 38′ 12″ O |       |
| Dolmens d'El Pozuelo (es)               | Dolmens               | Zalamea la Real            | 11 dolmens                  | 37° 36′ 12″ N, 6° 38′ 07″ O 37° 36′ 14″ N, 6° 38′ 07″ O 37° 36′ 17″ N, 6° 38′ 11″ O 37° 36′ 11″ N, 6° 39′ 22″ O 37° 36′ 17″ N, 6° 39′ 36″ O 37° 36′ 14″ N, 6° 39′ 48″ O 37° 36′ 19″ N, 6° 39′ 47″ O |       |